# Labordia hosakana
Labordia hosakana är en tvåhjärtbladig växtart som först beskrevs av Earl Edward Sherff, och fick sitt nu gällande namn av W.L. Wagner, D.R. Herbst och S.H. Sohmer. Labordia hosakana ingår i släktet Labordia och familjen Loganiaceae. Inga underarter finns listade i Catalogue of Life.